# Tractat de Londres (1700)
El Tractat de Londres de 1700 o Segon Tractat de Partició fou un tractat signat el 25 de març de 1700 a la ciutat de Londres entre el Regne d'Anglaterra i el Regne de França. La signatura d'aquest tractat intentà restablir la Pragmàtica Sanció arran de la mort del Josep Ferran de Baviera, que anul·là els acords presos en el Tractat de la Haia de 1698.